# Podocerus umigame
Podocerus umigame is een vlokreeftensoort uit de familie van de Podoceridae. De wetenschappelijke naam van de soort is voor het eerst geldig gepubliceerd in 1992 door Yamato.